# Robert K. Merton
Robert King Merton (tên khai sinh là Meyer Robert Schkolnick; 4 tháng 7 năm 1910 - 23 tháng 2 năm 2003) là một nhà xã hội học người Mỹ, người được coi là cha đẻ của xã hội học hiện đại, và là người đóng góp lớn cho lĩnh vực tội phạm học. Ông đã dành phần lớn sự nghiệp của mình để giảng dạy tại Đại học Columbia, nơi ông đạt được cấp bậc Giáo sư Đại học. Năm 1994, ông được trao tặng Huân chương Khoa học Quốc gia vì những đóng góp của mình cho lĩnh vực này và vì đã thành lập ngành xã hội học khoa học.
Merton đã phát triển các khái niệm đáng chú ý, chẳng hạn như "hậu quả không mong muốn", "nhóm tham chiếu" và "căng thẳng do vai trò", nhưng có lẽ được biết đến nhiều nhất với các thuật ngữ "hình mẫu" và "lời tiên tri tự hoàn thành".  Khái niệm về lời tiên tri tự hoàn thành, là yếu tố trung tâm trong lý thuyết xã hội học, chính trị và kinh tế hiện đại, là một loại quá trình mà qua đó niềm tin hoặc kỳ vọng ảnh hưởng đến kết quả của một tình huống hoặc cách một người hoặc một nhóm sẽ hành xử. Cụ thể hơn, Merton đã định nghĩa "lời tiên tri tự hoàn thành, ngay từ đầu, là một định nghĩa sai lầm về tình huống gợi lên một hành vi mới, khiến cho quan niệm sai lầm ban đầu trở thành sự thật."
Khái niệm "hình mẫu" của Merton lần đầu tiên xuất hiện trong một nghiên cứu về xã hội hóa của sinh viên y khoa tại Đại học Columbia. Thuật ngữ này phát triển từ lý thuyết của ông về nhóm tham chiếu, nhóm mà các cá nhân so sánh với mình nhưng họ không nhất thiết phải thuộc về. Vai trò xã hội là trung tâm trong lý thuyết của Merton về các nhóm xã hội. Merton nhấn mạnh rằng, thay vì một người đảm nhận một vai trò và một địa vị, họ có một tập hợp các địa vị trong cấu trúc xã hội gắn liền với nó, một tập hợp toàn bộ các hành vi được mong đợi.